# Марков, Сергей Николаевич
Серге́й Никола́евич Ма́рков (30 августа [12 сентября] 1906, посад Парфентьев, Костромская губерния — 4 апреля 1979, Москва) — русский советский поэт, прозаик и историк, географ, путешественник, архивист, этнограф, журналист, собственный корреспондент. Действительный член Географического общества СССР (1946). Член Союза писателей СССР (1947).

## Биография

Художник В. Уфимцев, С. Марков и поэт Л. Мартынов с африканским идолом, изваянным Уфимцевым из берёзового обрубка. В доме Мартынова (г. Омск, ул. Красных Зорь, 30)

Старший из шестерых детей. Отец — Николай Васильевич Марков, сын верхнеуральского мещанина, землеустроитель, проводивший межевые работы в Костромской губернии. Мать — дочь крепостного, впоследствии врача, и столбовой дворянки Вологодской губернии. В 1912 г. Марковы переехали в Вологду, в 1914 г., незадолго до Первой мировой войны, — в Грязовец, где Сергей окончил два класса гимназии, весной 1917 г. — в Верхнеуральск. В 1919 г. вместе с отступавшими частями А. И. Дутова Марковы ушли из города и добрались до Акмолинска, где Н. В. Марков вскоре умер от сыпного тифа (мать умерла в 1921 г. от холеры). В 1920 г. Сергей оставил учёбу, чтобы помогать младшим братьям и сёстрам, попавшим в приюты после смерти родителей. Служил в уездном продовольственном комиссариате, заготконторе, военном комиссариате, уездной прокуратуре, канцелярии народного следователя.
Впоследствии жил в Петропавловске, Новосибирске, где сблизился с местными литераторами — Л. Мартыновым, И. Ерошиным и др. В 1928 г. жил в Ленинграде, в 1929 г. переехал в Москву. В 1930—1932 гг. путешествовал по Средней Азии, был в Тянь-Шане, где участвовал в операциях против нарушителей советских границ с Западным Китаем.
10 апреля 1932 г. арестован по обвинению в создании контрреволюционной группировки (т. н. «дело Сибирской бригады»; по нему же проходили Л. Мартынов, Е. Забелин, П. Васильев, Н. Анов), содержался во внутренней тюрьме на Лубянке. 2 июля 1932 г., по окончании следствия, отправлен с первым этапом в ссылку в Мезень сроком на три года, считая срок заключения.
В конце 1932 г. по ходатайству М. Горького и редактора газеты «Ударник лесоэкспорта» Б. А. Чернакова переведён в Архангельск. В последующие годы работал в газете «Правда Севера», в СевРОСТА и СевТАСС, состоял собственным корреспондентом газеты «Вечерняя Москва» по Северному краю. В 1937—1941 гг. жил в Калинине и Можайске.
В 1941 г. мобилизован, несмотря на болезнь и плохое зрение; с 9 сентября 1941 г. по 16 декабря 1942 г. служил рядовым 33-й запасной стрелковой бригады Западного фронта, демобилизован вследствие крайнего истощения.
По окончании войны вместе с семьёй жил в Москве.

## Творчество и исследовательская деятельность
Первое стихотворение («Революция») опубликовал в 1920 г. в газете «Красный вестник» (Акмолинск), в 1921—1924 гг. в той же газете, переименованной в «Маяк степи», публиковал стихи, фельетоны, заметки. Впоследствии печатался в журналах и газетах «Мир труда» (Петропавловск), «Рабочий путь» (Омск), «Советская Сибирь», «Сибирь» и «Сибирские огни» (Новосибирск) и др. Первая столичная публикация — в 1927 г. в журнале «Красная нива». Благодаря публикации рассказа «Голубая ящерица» («Сибирские огни». 1928. № 3) был замечен М. Горьким, при его поддержке выпустил первый сборник рассказов под тем же заглавием и был привлечён к сотрудничеству в журнале «Наши достижения». В период пребывания в Архангельске публиковал стихи в журнале «Звезда Севера». В годы Великой Отечественной войны печатал в газете «Комсомольская правда» цикл стихов о русских героях: Кузьме Минине, Иване Сусанине, Суворове, Багратионе и др. В 1946 г. выпустил первый поэтический сборник «Радуга-река».
Всю жизнь занимался поиском и исследованием материалов об открытиях на Тихом океане, принадлежащих русским мореплавателям и землепроходцам; вёл обширную переписку со многими краеведами и архивистами. Среди разысканий, сделанных самим Марковым или по его инициативе, — архивы, библиотеки и документы Г. И. Шелихова, Г. В. Юдина, К. Т. Хлебникова, М. Булдакова, И. А. Кускова, И. О. Селифонтова, Л. А. Загоскина, И. М. Симонова, Н. П. Резанова, Н. А. Бегичева, А. А. Баранова, рода Строгановых и др. По результатам исследований в конце 1930-х гг. составил «Тихоокеанскую картотеку», материалы которой легли в основу его повестей о Н. Н. Миклухо-Маклае («Тамо-рус Маклай») и Н. М. Пржевальском («Повесть о Великом Охотнике»), романа о Л. Загоскине («Юконский ворон»), «Летописи Аляски», книги о Ф. Достоевском и Ч. Валиханове («Идущие к вершинам») и др. произведений; многие карточки-новеллы после Великой Отечественной войны публиковались в журнале «Вокруг света».
По инициативе Маркова Госпланом СССР были выделены средства на регулирование русла р. Нуры (1930), сооружён памятник-маяк Семёну Дежнёву на мысе Дежнёва, присвоено имя Александра Грина одному из островов в северной части Тихого океана, восстановлена Триумфальная арка в Москве в память о победе над Наполеоном.

Марков занимает особенное место в советской литературе. Историком, географом и этнологом он стал при помощи самообразования. Он интенсивно занимался историей землепроходцев, например, первыми русскими, ступившими на земли Аляски или добравшимися до Северной Африки; это отразилось как в прозе, так и в стихах Маркова. Местом действия его произведений служат пустыни, полярные льды и горы Тибета, он описывает события, происходившие с 9 по XIX век. Проза Маркова написана сухо, богата фактическим материалом, однако наглядна и образна. Стихи Маркова, впервые появившиеся как сборник в 1946, показывают ту же плотность письма при использовании традиционных форм и строгом художественном подходе к выбору рифм и размеров. В них открывается духовное видение Марковым отдалённых культур.
— Вольфганг Казак

## Память
Похоронен на Кунцевском кладбище.

Могила на Кунцевском кладбище

В городе Алматы (Казахстан) есть улица Маркова. Названа так в июне 1980 года, ранее — Кооперативная улица.

## Издания

### Поэзия
1. Как путешествовал лес. Стихи для детей. — М.: Московский рабочий, 1927. — 12 с.
2. Огород. Стихи для детей.— М.: ГИЗ, 1928. — 12 с.
3. Радуга-река: Стихи. — М.: Советский писатель, 1946. — 136 с. — 10 000 экз.
4. Золотая пчела: Стихи. — М.: Изд-во ЦК ВЛКСМ «Молодая гвардия», 1959. — 128 с. — 3 000 экз.
5. Земные корни: Стихи. — М.: Советский писатель, 1961. — 216 с. — 3 000 экз.
6. Небесные горы: Стихи / Вступ. ст. Н. Анова. — Алма-Ата: Казахское гос. изд-во худ. лит-ры, 1961. — 200 с. — 3 000 экз.
7. Стихотворения / Вступ. ст. В. Уткова. — Новосибирск: Западно-Сибирское кн. изд-во, 1965. (Серия «Библиотека сибирской поэзии».) — 240 с.
8. Топаз: Стихотворения / Предисл. С. Поделкова. — М.: Худ. лит., 1966. — 232 с.
9. Стихотворения. — М.: Худ. лит., 1971. (Серия «Библиотека советской поэзии».) — 256 с.
10. Серебряный простор: Стихи. — М.: Советский писатель, 1978. — 288 с.— 25 000 экз.
11. Стихотворения / Сост. Г. П. Марковой. — М.: Современник, 1985. — 320 с.
12. Светильник: Стихи / Сост. Г. П. Марковой; вступ. ст. Б. Т. Примерова. — М.: Сов. Россия, 1986. — 320 с. (Поэтическая Россия).
13. Горячий ветер: Стихотворения. — Алма-Ата: Жазушы, 1987. — 256 с.
14. Знаю я — малиновою ранью…: Стихотворения / Сост., примеч. Г. П. Марковой; вступ. ст. Ю. М. Медведева. — М.: Молодая гвардия, 1989. (Серия «В молодые годы».) — 174[2] с.
15. Баллада о столетье: Стихи / Сост. Г. П. Марковой; вступ. ст. С. Золотцева. — М.: Советский писатель, 1989. — 336 с.

### Проза
- Голубая ящерица. [Рассказ.] — Новосибирск: Сиб. союз писателей, 1928. — 11 с.
- Голубая ящерица: Рассказы. — М.: Федерация, 1929. — 125, [1] с., 4 000 экз.
  - М.: Сов. писатель, 1973. — 367 с. — 100 000 экз.
- Арабские часы: Рассказы. — М.: Федерация, 1931. — 224 с.
  - Избр. рассказы / [Илл. Р. Граббе.] — Алма-Ата: Казгослитиздат, 1959. — 180 с.
- Солёный колодец. — 1933.
- Люди великой цели: Н. М. Пржевальский, Н. Н. Миклухо-Маклай. — М.: Сов. писатель, 1944. — 223 с.
- Великий охотник (Н. М. Пржевальский). — [Смоленск:] Смолгиз, 1946. (Наши знаменитые земляки.) — 106 с.
- Русские люди на Курильских островах. — Пенза: Изд-во газ. «Сталинское знамя», 1946. — 12 с.
- Русские на Аляске. — М.: Воениздат, 1946. (Б-ка офицера ВМС.) — 152 с.
  - Летопись Аляски. [Изд. 2-е.] — М.—Л.: Изд-во Главсевморпути, 1948. — 223 с.
- Юконский ворон. [Повесть о путешествии лейт. Л. А. Загоскина по Аляске в первой половине XIX в. и летопись Аляски / Илл.: В. С. Житнев.] — М.—Л.: Изд-во Главсевморпути, 1946. — 336 с.
  - М.: Сов. писатель, 1947. — 267 с.
  - [Илл.: Г. В. Храпак.] — М.: Географгиз, 1954. — 192 с.
  - М.: Сов. писатель, 1958. — 206 с.
  - [Илл.: В. Кульков.] — М.: Гослитиздат, 1961. — 239 с.
  - [Илл.: Е. А. Михельсон.] — М.: Сов. Россия, 1970. — 367 с.
  - Изд. 7-е. [Послесл. В. Милькова.] — Ярославль: Верх.-Волж. кн. изд-во, 1974. — 165 с.
  - [Вступ. ст. В. Милькова; Худ. В. П. Александров.] — М.: Сов. Россия, 1977. — 380 с.
- Подвиг Семёна Дежнёва. — [М.:] Географгиз, 1948. — 88 с.
- Идущие к вершинам: Ист.-биогр. повесть [о Ч. Валиханове]. — Алма-Ата: Казгослитиздат, 1963. — 352 с.
  - [Ил. М. О. Бишофс.] — М.: Сов. писатель, 1968. — 375 с.— 100 000 экз.
- Земной круг: Книга о землепроходцах и мореходах. — М.: Сов. писатель, 1966. — 655 с.
  - Изд. 2-е. [Ил.: И. Блиох и В. Зуйков.] — М.: Мол. гвардия, 1971. — 560 с. — 100 000 экз.
  - Изд. 3-е. [Худ. Б. Лавров.] — М.: Современник, 1976. — 623 с. — 200 000 экз.
- Вечные следы: Книга о землепроходцах и мореходах. — [М.: Мол. гвардия, 1973.] — 495 с.
- Тамо-рус Маклай: Повести. — М.: Сов. писатель, 1975. — 208 с.
- Летопись / [Послесл. И. Иноземцева.] — М.: Мол. гвардия, 1978. — 287 с.— 100 000 экз.
- Избранные произведения: В 2-х тт. / [Вступ. ст. Ю. Жукова; Худ. И. Спасский.] — М.: Худ. лит., 1980.

1. Юконский ворон: [Роман]; Летопись Аляски; Люди великой цели: Три повести. — 670 с.
2. Идущие к вершинам: [Ист.-биогр. повесть]; Рассказы. — 511 с.

- Избранные произведения: В 2-х тт. / Вступ. ст. Е. Осетрова. — М.: Худ. лит., 1990.

1. Земной круг: Книга о землепроходцах и мореходах. — 573, [1] с.
2. Вечные следы: Книга о землепроходцах и мореходах. — 558, [1] с.

- Обманутые скитальцы: Книга странствий и приключений / [Послесл. С. Золотцева.] — М.: Русский центр «Пересвет», 1991. — 207, [1] с.
- Рыжий Будда: [Роман] / [Послесл. Ст. Золотцева]. — М.: Русский центр «Пересвет», 1992. — 159 с.

Афиша спектакля по мотивам романа С. Н. Маркова «Юконский ворон» (Пензенский ТЮЗ, 2018)

## Театральные постановки
- «Юконский ворон» (автор инсценировки романа Е. А. Юсупова, режиссёр В. И. Карпов), Пензенский театр юного зрителя, 2018. Спектакль был поставлен к 210-летию со дня рождения Л. А. Загоскина в рамках тематического проекта Пензенского областного отделения Русского географического общества[4][5][6].